# 8142 Zolotov
A 8142 Zolotov (ideiglenes jelöléssel 1982 UR6) a Naprendszer kisbolygóövében található aszteroida. Ljudmila Georgijevna Karacskina fedezte fel 1982. október 20-án.